# Jean Besson (homme politique, 1938)
Pour les articles homonymes, voir Jean Besson et Besson.
Jean Besson, né le 15 août 1938 à Ollioules (Var) et mort le 14 septembre 2017 à Lyon, est un homme politique français, député du Rhône de 1986 à 2003 avec une brève interruption en 1988.

## Biographie
Jean Camille Maximilien Besson est né le 15 août 1938 à Ollioules (Var). Il arrive dans jeunesse à Tarare, à la suite de la mutation de son père, policier. Il y a fait ses études et puis y construit sa vie. Il intègre l'AST basket et y rencontra sa femme, Colette, qu'il épousa en 1962. Il commencera son parcours professionnel chez Taraflex (devenu désormais Gerflor) jusqu'à devenir chef d'entreprise.
Il découvre la politique avec Joseph Rivière, maire à l'époque, qui deviendra un ami proche. Il devient maire à son tour, le 6 mars 1983 dès le premier tour, succédant à André Béal. Poste qu'il occupera pendant plus de 10 ans jusqu'en 1994 et il mettra un point d'honneur à donner l'accès au plus grand nombre à la culture et aux loisirs. C'est son sous mandat que la médiathèque, le cinéma Jacques-Perrin (Nommé en hommage à l'acteur et réalisateur éponyme), un espace multimédia ou encore la salle des fêtes ont vu le jour.
Il se présente aux élections législatives de 1986 de la 10e circonscription du Rhône sous l'étiquette RPR. Il devient député le 16 mars 1986. En 2003, il est chargé de mission de plus de six mois par le Premier ministre de l’époque, Jean-Pierre Raffarin, de ce fait il doit céder sa place et démissionne de son mandat de député le 24 juin 2003. C'est son suppléant Christophe Guilloteau qui lui succèdera dans cette tâche,.
Le 22 mars 1992, il est élu conseiller ainsi que vice-président du conseil régional de Rhône-Alpes.
En 2004, après avoir été nommé chevalier de l'ordre national de la Légion d'honneur par décret du 31 décembre 2003, c'est Jacques Chirac, avec qu'il entretenait une amitié sincère, qui a tenu à lui remettre en personne la Légion d'honneur,.
Il décède le 14 septembre 2017 des suites à une longue maladie, à l'âge de 79 ans et, comme selon son souhait, il est inhumé dans sa « ville de cœur », au cimetière de Tarare,.

## Détail des mandats et des fonctions

### Mandats parlementaires
- 19 juin 2002 - 24 juin 2003 : député de la 10e circonscription du Rhône[7]
- 1er juin 1997 - 16 juin 2002 : député de la 10e circonscription du Rhône[7]
- 2 avril 1993 - 25 mai 1997 : député de la 10e circonscription du Rhône[7]
- 6 juin 1988 - 21 mars 1993 : député de la 10e circonscription du Rhône[7]
- 16 mars 1986 - 5 juin 1988 : député de la 10e circonscription du Rhône[7]

### Mandats régionaux
- 22 mars 1992 - 15 mars 1998 : Vice-président du Conseil régional de la Région Rhône-Alpes[1]
- 22 mars 1992 - 15 mars 1998 : Conseiller de la Région Rhône-Alpes[1]

### Mandats locaux
- 19 mars 1989 - février 1994 : maire de Tarare[8]
- 6 mars 1983 - 12 mars 1989 : maire de Tarare[3]

## Distinctions et honneurs

### Décorations
- Chevalier de la Légion d'honneur par décret du 31 décembre 2003[6]

### Honneurs
- En 2019, la municipalité en place a décidé de donner le nom de l’ancien maire de la ville, décédé en septembre 2017, à l’équipement qu’il a fait construire. La médiathèque est désormais nommée "Médiathèque Jean-Besson".[4]
- En 2021, après de la rénovation de la piste d'athlétisme de Tarare, le conseil municipal a décidé de lui donner le nom de "Piste d’athlétisme Jean-Besson", en l'honneur de celui qui en avait demandé la construction[9].